# Colophon cassoni
Colophon cassoni es una especie de coleóptero de la familia Lucanidae.

## Distribución geográfica
Habita en Sudáfrica.